# Claude Aubery de Vastan
Pour les articles homonymes, voir Aubery.
Claude Aubéry, marquis de Vastan, dit le « bailli de Vastan », né le 28 décembre 1664 et mort le 1er août 1738 à Toulon, est un officier de marine et gentilhomme français des XVIIe et XVIIIe siècles. Entré jeune au service de l'ordre de Saint-Jean de Jérusalem, il en devient commandeur et est nommé bailli de Lyon, avant d'entrer dans la Marine royale au sein de laquelle il parvient jusqu'au grade de chef d'escadre après avoir combattu pendant la guerre de Succession d'Espagne et la guerre de Succession de Pologne.

## Biographie

### Origines et famille
Claude Aubéry naît dans une famille originaire du centre de la France (actuelle commune de Vatan dans l'Indre), de noblesse récente. Il est le fils aîné de Claude Aubéry, marquis de Vatan, baron de Moucy-Le-Châtel (mort le 8 décembre 1686), conseiller au parlement de Normandie (Rouen, 1652) et de sa femme Catherine Le Coq de Corbeville (morte après 1696).

### Jeunesse au sein de l'ordre de Saint-Jean de Jérusalem
Claude Aubéry nait le 28 décembre 1664 au château de Vatan, appartenant à sa grand-mère paternelle, situé à Vatan en Berry, dans l'archidiocèse de Bourges, et il est baptisé à Saint-Laurent de Vatan. Il est reçu de minorité dans l’ordre de Saint-Jean de Jérusalem le 13 juin 1678 à l'âge de treize ans et devient page du grand maître de l'Ordre. Il progresse au sein de la hiérarchie de l'Ordre et devient chevalier de Malte et commandeur de Montchamp puis bailli de Lyon[réf. nécessaire].
Il passe au service du roi de France, Louis XV et entre dans la Marine royale. Il reçoit un brevet de capitaine de vaisseau en 1703. À la fin du mois de juin 1725, il part de Toulon à la tête de deux vaisseaux, avec ordre de se rendre sur les côtes de Barbarie pour lutter contre les corsaires s'attaquant aux navires de commerce français. Il est nommé chef d’escadre des Armées Navales du Roi, le 27 mars 1728, dans la même promotion que le marquis de Chavagnac, Salaberry de Benneville, le marquis de Rocheallart et le comte de Roquefeuil. Le 6 juin 1732, il commande une escadre envoyée en rade de Gênes. La flotte mouille à deux lieues de la ville et intimide le Sénat de la république de Gênes si bien qu'il obtient que lui soit remboursé le prix d'un vaisseau français capturé et brûlé par un armateur de la ville, car ce vaisseau était soupçonné de porter des provisions aux rebelles de Corse. En juillet 1735, il est à bord du vaisseau Le Ferme, 76 canons. Il est nommé commandant de la marine du Levant à Toulon peu de temps avant sa mort.
Il meurt à Toulon, le 1er août 1738, à l'âge de 74 ans.

## Référencement